# رادنی بوز
رادنی بوز (انگلیسی: Rodney Bewes; ۲۷ نوامبر ۱۹۳۷ – ۲۱ نوامبر ۲۰۱۷) هنرپیشه اهل انگلستان بود.
از فیلم‌ها یا برنامه‌های تلویزیونی که وی در آن نقش داشته‌است می‌توان به سه تفنگدار اشاره کرد.